# Wilmar Roldán
Wilmar Alexander Roldán Pérez (Remedios, Antioquia, 24 de enero de 1980) es un árbitro internacional de fútbol colombiano, que posee dicha categoría desde 2008.

## Trayectoria
Roldán comenzó a arbitrar a la temprana edad de 12 años, en torneos locales y regionales. El 23 de febrero de 2003, arbitró su primer partido oficial entre Millonarios y Once Caldas. Obtuvo la insignia de la FIFA en enero de 2008 a la edad de 28 años. Además, es Licenciado en Educación Física; egresado de la Universidad Autónoma Latinoamericana (UNAULA) Roldán se convirtió en uno de los más jóvenes árbitros en dirigír un partido en la Copa Libertadores, cuando se hizo cargo del partido de cuartos de final entre Boca Juniors y Atlas de Guadalajara. Wilmar Roldán ha estado presente también en la Copa Sudamericana, la Copa América 2011 y los Juegos Olímpicos 2012. Dirigió en Brasil 2014 y en la Copa América 2015, en la que pitó en la final.
En el partido de ida por la final del Torneo Apertura 2008 entre América de Cali y Boyacá Chicó por la Categoría Primera A anuló un gol a Frank Pacheco del equipo ajedrezado finalizando el juego, el resultado de ese partido quedó 1-1.
El 14 de enero de 2013, es destacado en la octava posición como mejor árbitro del mundo por la FIFA. En mayo de 2013 el árbitro colombiano es considerado como el mejor árbitro de Sudamérica por la Conmebol con 263 puntos. El 2 de junio de 2013 fue elegido para dirigir el partido amistoso entre la Selección de Brasil y la Selección de Inglaterra en la inauguración del nuevo Estadio Maracaná.[cita requerida] El 24 de julio de 2013 fue elegido para arbitrar la final de la Copa Libertadores 2013 entre Atlético Mineiro y Olimpia de Paraguay.
Fue designado para dirigir en la Copa Mundial de Fútbol Sub-20 de 2013 disputado en Turquía junto a sus asistentes, los también colombianos Humberto Clavijo y Eduardo Díaz. También fue incluido en la lista de los árbitros sudamericanos que pitaron en la Copa Mundial de la FIFA Brasil 2014.
Fue el encargado de arbitrar el encuentro entre México y Camerún por el Grupo A. La labor de Roldán fue criticada por anular dos goles legítimos a los mexicanos. Luego de este partido, su asistente Humberto Clavijo (quien anuló los dos goles legítimos a México) fue retirado del encuentro entre Corea del Sur y Argelia por el Grupo H, que fue nuevamente arbitrado por Roldán.
El 1 de julio de 2015, y luego de un buen torneo, fue designado para pitar la final de la Copa América 2015 entre Chile, el local, y Argentina. Roldán y sus asistentes tuvieron un partido sin sobresaltos, en el que amonestó a siete jugadores.
En el año 2017 fue designado para pitar la final de vuelta de la Copa Conmebol Sudamericana 2017 entre el club Flamengo e Independiente en el Maracaná en Río de Janeiro.[cita requerida] Días más tarde sería el designado para arbitrar la final de vuelta de la Liga Águila 2017-II entre Millonarios F.C. e Independiente Santa Fe, con una destacada actuación en el partido,[cita requerida] y la final de la Liga Águila 2019-II entre América de Cali y Junior.[cita requerida]
En 2018, fue designado por la Conmebol para arbitrar partidos de la Copa Mundial de Fútbol de 2018 en Rusia.[cita requerida]

## Copa Mundial de la FIFA
| Copa Mundial de Fútbol de 2014 – Brasil | Copa Mundial de Fútbol de 2014 – Brasil | Copa Mundial de Fútbol de 2014 – Brasil | Copa Mundial de Fútbol de 2014 – Brasil | Copa Mundial de Fútbol de 2014 – Brasil | Copa Mundial de Fútbol de 2014 – Brasil  | Copa Mundial de Fútbol de 2014 – Brasil | Copa Mundial de Fútbol de 2014 – Brasil |
| Fecha                                   | Partido                                 | Sede                                    | Fase                                    | Amonestado                              | Otorgado · Otorgado otra vez · Expulsado | Expulsado                               | Anotado · Penal                         |
| --------------------------------------- | --------------------------------------- | --------------------------------------- | --------------------------------------- | --------------------------------------- | ---------------------------------------- | --------------------------------------- | --------------------------------------- |
| 13 de junio de 2014                     | México 1 – 0 Camerún                    | Natal                                   | Fase de grupos                          | 2                                       | 0                                        | 0                                       | 0                                       |
| 22 de junio de 2014                     | Corea del Sur 2 – 4 Argelia             | Porto Alegre                            | Fase de grupos                          | 3                                       | 0                                        | 0                                       | 0                                       |
| Copa Mundial de Fútbol de 2018 – Rusia  |                                         |                                         |                                         |                                         |                                          |                                         |                                         |
| Fecha                                   | Partido                                 | Sede                                    | Fase                                    | Amonestado                              | Otorgado · Otorgado otra vez · Expulsado | Expulsado                               | Anotado · Penal                         |
| 18 de junio de 2018                     | Túnez 1 – 2 Inglaterra                  | Volgogrado                              | Fase de grupos                          | 1                                       | 0                                        | 0                                       | 1                                       |
| 25 de junio de 2018                     | Arabia Saudita 2 – 1 Egipto             | Volgogrado                              | Fase de grupos                          | 2                                       | 0                                        | 0                                       | 2                                       |

## Distinciones individuales
| Distinción               | Año  |
| ------------------------ | ---- |
| Mejor Árbitro de América | 2013 |